# Charneca (Lisboa)
Charneca é uma parte da cidade e antiga freguesia portuguesa do município de Lisboa, com 1,72 km² de área e 9 935 habitantes (2011). Densidade: 5 776,2 hab/km².
Por vezes também referida como Charneca do Lumiar e, até ao século XIX, como Charneca de Sacavém, a paróquia foi formalmente instituída em 1585, tendo pertencido ao concelho dos Olivais entre 1852 e 1886.
Na sequência de uma reorganização administrativa, oficializada a 8 de novembro de 2012 e que entrou em vigor após as eleições autárquicas de 2013, foi determinada a extinção da freguesia, passando a quase totalidade do seu território a integrar a nova freguesia de Santa Clara, com as transferências territoriais resultantes de ajustes nos limites com as vizinhas freguesias do Lumiar e dos Olivais.
O território desta antiga freguesia é confinante com uma das pistas do Aeroporto de Lisboa.

## População
★ Nos anos de 1864 e 1878 pertencia ao extinto concelho dos Olivais. Novos limites foram fixados pelo decreto-lei nº 42.142, de 07/02/1959

| Nº de habitantes | Nº de habitantes | Nº de habitantes | Nº de habitantes | Nº de habitantes | Nº de habitantes | Nº de habitantes | Nº de habitantes | Nº de habitantes | Nº de habitantes | Nº de habitantes | Nº de habitantes | Nº de habitantes | Nº de habitantes | Nº de habitantes | Nº de habitantes |
| ---------------- | ---------------- | ---------------- | ---------------- | ---------------- | ---------------- | ---------------- | ---------------- | ---------------- | ---------------- | ---------------- | ---------------- | ---------------- | ---------------- | ---------------- | ---------------- |
| 1864             | 1878             | 1890             | 1900             | 1911             | 1920             | 1930             | 1940             | 1950             | 1960             | 1970             | 1981             | 1991             | 2001             | 2011             |                  |
| 785              | 891              | 1139             | 1024             | 1267             | 1209             | 3692             | 3412             | 4646             | 3302             | 7325             | 9574             | 9572             | 10509            | 9935             |                  |
|                  | +14%             | +28%             | -10%             | +24%             | -5%              | +205%            | -8%              | +36%             | -29%             | +122%            | +31%             | -0%              | +10%             | -5%              |                  |

|     | 0-14 anos    | 15-24 anos   | 25-64 anos   | 65 e + anos  |
| Hab | 2144 \| 1926 | 1827 \| 1285 | 5218 \| 5358 | 1320 \| 1366 |
| Var | -10%         | -30%         | +3%          | +3%          |

## Dados históricos
A 24 de Julho de 1385, D. João I doou a «Afom priz da charneca caualeiro nosso uasallo», de juro e herdade, para sempre, as vinhas e seus lugares que são no termo da cidade de Lisboa «aallem d aRoyos caminho da charneca as quaaes sooe d andar co a nossa adega da dcta cidade».
Em 22 de Junho de 1476, na sequência de uma longa disputa com a Universidade de Lisboa, a paróquia da Charneca de Sacavém foi delimitada pela primeira vez, tendo sido desanexada dessa freguesia .
Até à reforma administrativa da cidade de Lisboa de 1959, esta freguesia abrangia um espaço muito mais amplo, prolongando-se significativamente para Sul e para Oriente; pelo decreto 42142, de 9 de Fevereiro de 1959, a zona oriental, integrada na área de expansão do aeroporto de Lisboa, foi adstrita à freguesia de Santa Maria dos Olivais; a zona sul foi repartida entre as freguesias do Lumiar e as recém-criadas freguesias de Alvalade e São João de Brito.

## Arruamentos
A freguesia da Charneca continha 60 arruamentos. Eram eles:
| - Avenida Dr. José Salvado Sampaio - Avenida Nuno Krus Abecasis - Avenida Santos e Castro - Avenida Sérgio Vieira de Mello - Azinhaga da Póvoa - Azinhaga das Galinheiras - Azinhaga do Beco - Azinhaga do Reguengo - Azinhaga dos Milagres - Campo das Amoreiras - Estrada da Póvoa - Estrada das Amoreiras - Estrada de São Bartolomeu - Estrada do Forte da Ameixoeira - Estrada do Manique - Estrada do Pisa Pimenta - Estrada do Poço de Baixo - Jardim Maria da Luz Ponces de Carvalho - Largo das Galinheiras - Largo das Peneireiras | - Largo do Médico - Largo dos Defensores da República - Praça Dom António Ribeiro - Praceta Fernando Valle - Rampa do Mercado - Rua António Aleixo - Rua António Dacosta - Rua António Duarte - Rua Bernardo Marques - Rua Blasco Hugo Fernandes - Rua Carlos Aboim Inglez - Rua da Várzea - Rua de São José à Charneca - Rua do Bairro da Cáritas - Rua do Eucalipto às Galinheiras - Rua dos Balsares de Baixo - Rua dos Sete Céus - Rua Emídio Santana - Rua General França Borges - Rua Hein Semke | - Rua João Amaral - Rua João Lourenço Rebelo - Rua Joaquim Cordeiro - Rua Lino de Carvalho - Rua Luís Sá - Rua Manuel António Gomes - Rua Manuel Lopes - Rua Maria de Lourdes Pintasilgo - Rua Maria Júdice da Costa - Rua Martin Luther King - Rua Melo Antunes - Rua Octávio Pato - Rua Quinta da Assunção - Rua Raul Rego - Rua Reis Pinto - Rua Ruy Cinatti - Rua Teresa de Saldanha - Rua Tito de Morais - Rua Vasco da Gama Fernandes - Rua Vasco de Lima Couto |